# Porto Seguro (Caratinga)
Porto Seguro é um bairro do município brasileiro de Caratinga, no interior do estado de Minas Gerais. Localiza-se no distrito de Cordeiro de Minas e é cortado pela BR-458, rodovia que possibilita fácil acesso à Região Metropolitana do Vale do Aço.
Faz parte de uma região com considerável presença de loteamentos relativamente recentes, destacando-se a Ilha do Rio Doce e as Chácaras Clube do Cavalo. A comunidade católica local pertence à Paróquia Nossa Senhora da Penha, sediada em Ipaba e subordinada à Diocese de Caratinga.